# Louis-René de Rohan
Pour les articles homonymes, voir Cardinal de Rohan.
Pour les autres membres de la famille, voir Maison de Rohan.
Louis-René-Édouard, prince de Rohan (Paris, 25 septembre 1734 - Ettenheim, 17 février 1803), cardinal-évêque de Strasbourg, est un prélat français, membre de la maison de Rohan, qui fit carrière à la Cour de Versailles et au sein de l'Église.
Il est resté célèbre car, à l'époque où il était grand aumônier de France, il fut impliqué dans le scandale de l'affaire du collier qui provoqua sa disgrâce.

## Biographie

### Famille
Il est le fils de Hercule-Mériadec de Rohan-Guéméné et de Louise de Rohan-Soubise, et le petit-neveu du cardinal Louis-Constantin de Rohan-Guéméné.

### Carrière ecclésiastique
Nommé chanoine du Chapitre de Strasbourg à l'âge de 9 ans, il eut une carrière météorique au sein de l'Église de France. À 11 ans, en 1745, Louis-René de Rohan-Guémené est nommé prieur commendataire du grand monastère de Sauxillanges en Auvergne, à 22 ans, il est ordonné prêtre après avoir fait son séminaire à Saint-Magloire à Paris, puis, à 25 ans, il est nommé évêque coadjuteur de son oncle, le prince-évêque Louis-Constantin, à Strasbourg. À ce titre, il reçoit du roi Louis XV, en commende, les abbayes de La Chaise-Dieu en Auvergne et de Montmajour en Provence.
Un an après, il est confirmé par le pape Benoît XIV comme évêque coadjuteur de Strasbourg avec le titre d'évêque titulaire (« in partibus ») de Canope (de), du nom de la cité antique de Basse-Égypte.

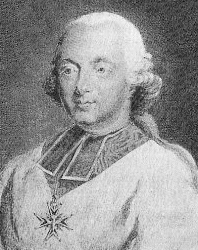
Louis René Édouard de Rohan.

À l'âge de 27 ans, ce prélat philosophe et poète, ami de Buffon et de D'Alembert, fréquentant le salon de Mme Geoffrin, est élu à l'Académie française le 27 avril 1761, au fauteuil de La Bruyère ; il est reçu par le duc de Nivernais le 11 juin 1761.

### Ambassadeur à Vienne
En 1771, le roi et son ministre des Affaires étrangères, le duc d'Aiguillon, le nomment ambassadeur à Vienne. Il gagne son poste en 1772. Il scandalisera par son luxe et ses légèretés apparentes, l'impératrice Marie-Thérèse, qui demanda son rappel dès 1774, mais s'entend parfaitement avec le fils de celle-ci, l'empereur Joseph II du Saint-Empire, et avec le chancelier Kaunitz. C'est là qu'il découvre le complot mené par la Russie, la Prusse et l'Autriche qui consiste à dépecer la Pologne en trois morceaux. La lettre secrète, destinée au roi, et dévoilant la duplicité de l'impératrice, est détournée et remise par le duc d'Aiguillon, à la comtesse du Barry à qui il doit sa nomination. Celle-ci la lit en public à un dîner, comme si elle lui était adressée personnellement, et la dauphine Marie-Antoinette est tout de suite informée du commentaire porté par l'ambassadeur sur sa mère. Ce qu'elle lui reprochera ensuite toute sa vie.

### Cardinal
À son retour en France, après l'avènement de Louis XVI, le prince Louis de Rohan est nommé en 1777 grand aumônier, malgré l'opposition farouche de Marie-Antoinette, abbé de la richissime abbaye de Saint-Waast dans le Nord et cardinal, grâce à l'intervention du roi de Pologne Stanislas-Auguste Poniatowski, sur une suggestion de Madame Geoffrin, puis évêque de Strasbourg, à la mort de son oncle en 1779.
Il aura aussi la charge de l'hôpital des Quinze-Vingts et deviendra ensuite proviseur de la Sorbonne, un poste éminemment en vue.

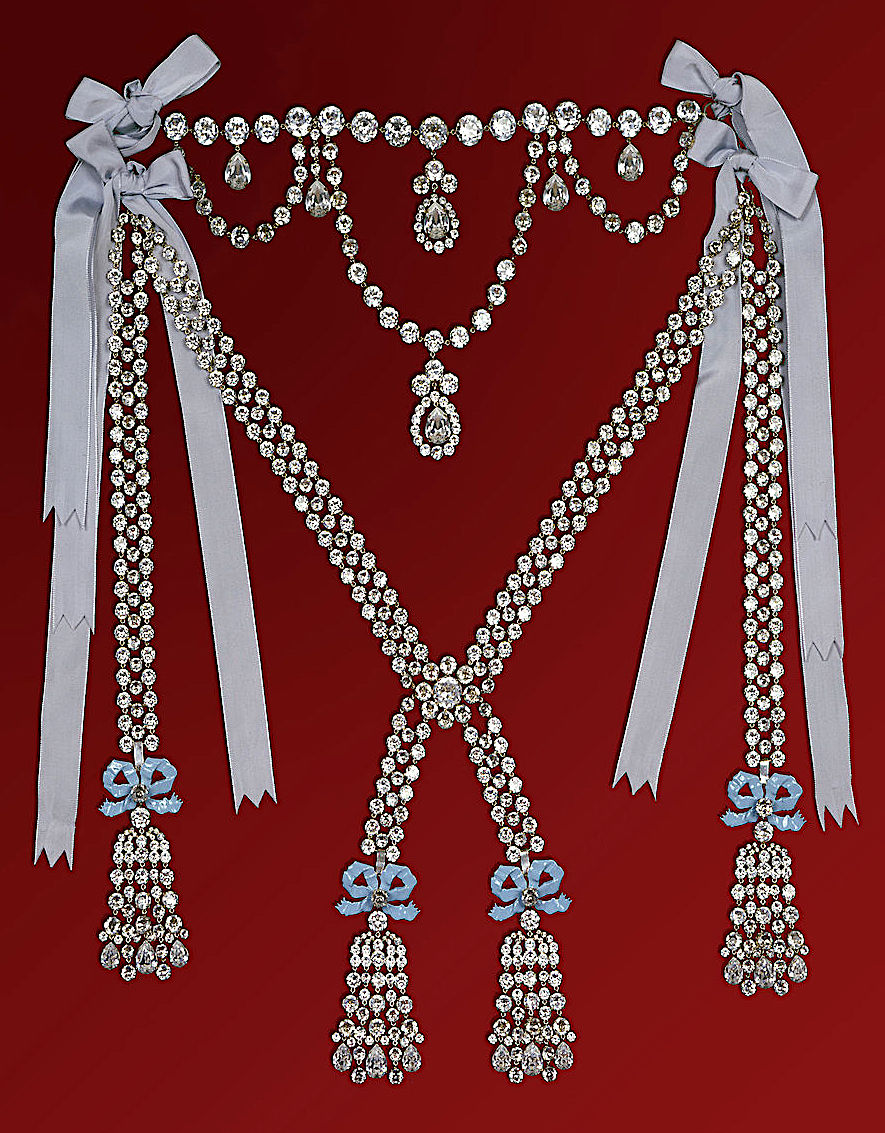
Le collier de la reine.

### Affaire du collier de la reine
Cherchant à rentrer dans les bonnes grâces de la reine après un épisode de froid qui avait commencé lorsqu'il était encore ambassadeur à Vienne et qu'il ait été rappelé sous demande de la mère de Marie-Antoinette, lui causant sa disgrâce auprès de cette dernière. Il est compromis dans l'affaire du collier de la reine, par la comtesse de La Motte-Valois. Cette dernière servant d'intermédiaire, il croyait se porter caution pour la reine pour l'achat d'une parure de 540 diamants valant 1,6 million de livres, auprès du bijoutier parisien Charles-Auguste Boehmer. Ce dernier lui livre le collier en échange de quatre traites, collier remis ensuite à Jeanne de La Motte-Valois et à ses complices qui entreprennent de le dépecer et de vendre les diamants. Louis XVI découvre l'affaire et décide de la porter sur la place publique. Sur la demande de Marie-Antoinette et par l'entremise du baron de Breteuil, alors ministre de la Maison du roi, il fait arrêter le cardinal en habits liturgiques dans la galerie des Glaces le 15 août, au moment où il allait dire sa messe solennelle, et le fait embastiller du 16 août 1785 au 1er juin 1786, ainsi que tous les complices de cette affaire qui sera confiée au Parlement de Paris : le roi avait en effet laissé au cardinal la liberté du choix, soit il serait jugé par la personne du roi, soit il s'en remettrait au Parlement qui était toujours quelque peu en contradiction avec le pouvoir monarchique.
À l'issue du procès Louis de Rohan est acquitté, mais s'étant porté caution, rembourse partiellement le prix fabuleux du collier ainsi que les intérêts. Tous les comparses de Mme de La Motte-Valois sont condamnés, mis à part Nicole Leguay d'Oliva. Jeanne est marquée au fer rouge et emprisonnée à vie. Elle s'évadera mystérieusement et rejoindra son mari en Angleterre. Le cardinal, quant à lui, est déchu de son poste de grand aumônier de France par Louis XVI et exilé à l'abbaye de La Chaise-Dieu, en Auvergne puis, devant une santé défaillante et vis-à-vis de l'opinion publique, à l'abbaye de Marmoutier-Lez-Tours où il passera trois ans. Il regagnera alors son diocèse en 1788, à l'aube de la Révolution. Quant à Marie-Antoinette, elle perd une nouvelle fois son combat face à Louis de Rohan, son ennemi juré, mais perd surtout sa réputation, le crime de lèse-majesté ayant été jeté aux oubliettes, au point qu'on lui conseillera de ne plus paraître à Paris en public, s'étant faite siffler lors d'une soirée à l'opéra après ce procès.

### Révolution

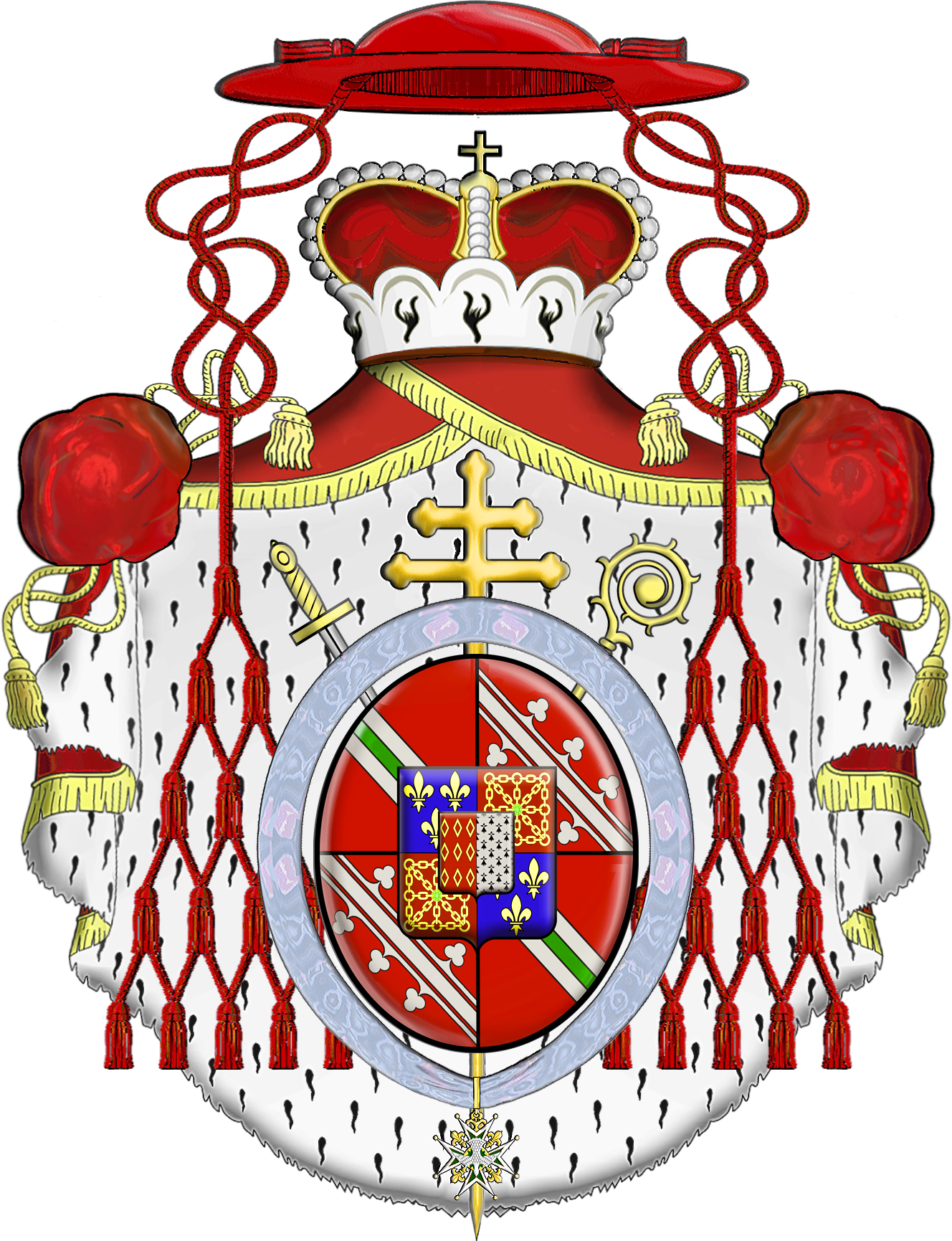
Armoiries du cardinal Louis-René-Édouard de Rohan.

Élu malgré lui député du clergé pour le district électoral de Haguenau-Wissembourg aux états généraux, il fit partie de l'Assemblée constituante. Il refusa la constitution civile du clergé, ne reconnut donc pas comme successeur l'évêque constitutionnel François-Antoine Brendel, élu évêque du Bas-Rhin, et refusa l'abolition de la monarchie.
Il faudra l'abolition de la noblesse en mars 1790 pour qu'il s'exile à Ettenheim, en pays de Bade, dans la partie allemande de son diocèse d'où il va combattre pour tenter de regagner son diocèse. Il se met du côté de l'émigration en levant des troupes pour l'armée de Condé, son cousin. Par deux fois, il sera contraint de fuir sa principauté allemande, une fois devant les troupes de la République, une autre fois devant celles de Napoléon Bonaparte.
Il se démit de son diocèse après la signature du concordat en 1801. Il mourut à Ettenheim le 17 février 1803.

## Armoiries
- Écu : Écartelé, aux 1 et 4 : de gueules, à une bande d'argent chargée d'une cotice de sinople (qui est de l'Évêché de Strasbourg) ; aux 2 et 3 : de gueules, à la bande d'argent, coticée, fleuronnée et contre-fleuronnée de 6 pièces du même (qui est du landgraviat de Basse-Alsace) ; sur le tout, écartelé : aux 1 et 4 : de gueules, aux deux chaînes d'or posées en orle, en croix et en sautoir, chargées en cœur d'une émeraude au naturel (qui est de Navarre) ; aux 2 et 3 : d'azur à 3 fleurs de lys d'or (qui est de France) ; sur le tout, parti, au 1 : de gueules à neuf macles d'or, posées 3, 3, 3 (qui est de Rohan) ; et au 2 : d'hermine plain (qui est de Bretagne).[4],[5]

- Couronne de prince ;

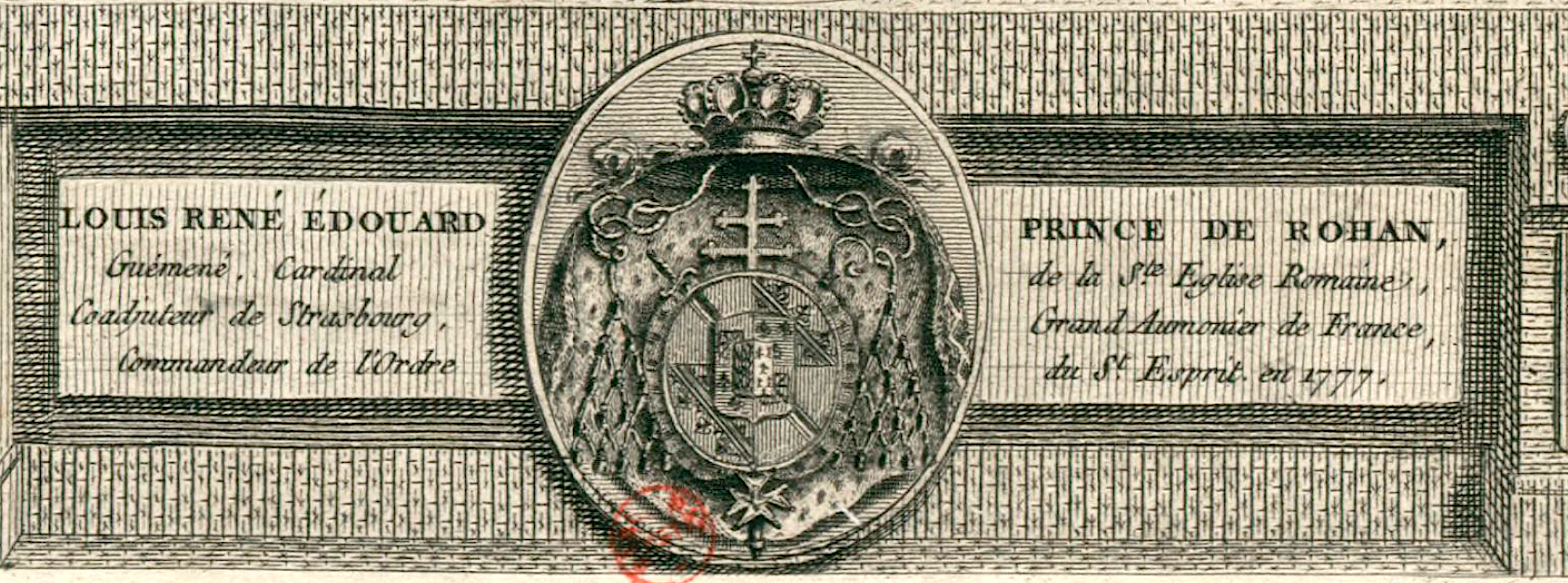
Armoiries du cardinal Louis-René-Édouard de Rohan-Guémené (détail d'un portrait gravé de l'époque par François Voyé le Jeune, édité par Bligny)

- Chapeau de cardinal (de gueules à trente houppes du même) ;
- Croix de procession à double traverse posée derrière l'écu ;
- Épée et crosse passées en sautoir derrière l'écu ;
- Cordon de commandeur de l'ordre du Saint-Esprit.